# キマイラ・吼
『キマイラ・吼』（キマイラ・こう）は、夢枕獏が著した小説作品のシリーズ。
肉体に謎を秘めた少年・大鳳吼のたどる数奇な運命を描いた壮大な伝奇小説。主人公の大鳳吼以外にも『闇狩り師』シリーズ主人公の弟である九十九三蔵、学園の支配者・久鬼麗一、暴力団の雇われ用心棒・龍王院弘などの多様な登場人物が主人公格として活躍する群像劇となっている。
『闇狩り師』シリーズとは世界観と一部の登場人物を共有している。
「キマイラ如来変」以降は基本的に朝日ソノラマの雑誌「獅子王」「ネムキ」（前者は休刊）に掲載、加筆修正された後単行本化されている。
作者の夢枕獏は2020年に悪性リンパ腫と診断され、闘病生活を経た後、「今考えうるラストを書きあげたい」との思いから、最終話を先に執筆する決断に至った。これに伴い、当時雑誌連載中だった「キマイラ呪殺変」を一時中断し、「キマイラ聖獣変」の連載を開始。2025年に刊行され（「聖獣変」完結後に「呪殺変」の連載を再開）、結果として前巻である『キマイラ 15 魔宮変』の直接の続きではなく、ナンバリングを持たない後日談となった。

## 登場人物
大鳳 吼（おおとり こう）
キマイラ化する肉体を有する少年。
久鬼 麗一（くき れいいち）
己のキマイラを制し、その謎に迫る西城学園支配者。
九十九 三蔵（つくも さんぞう）
大鳳と深雪への思いに苦悩する優しき巨漢。久鬼の旧友。『闇狩り師』の主人公・九十九乱蔵の弟。
織部 深雪（おりべ みゆき）
大鳳に恋し、九十九を慕う少女。
亜室 由魅（あむろ ゆみ）
久鬼の恋人。大鳳のキマイラを目覚めさせる謎の女。
菊地 良二（きくち りょうじ）
久鬼と九十九への暗い情念から、武闘家・典善に弟子入りする狂気の男。
龍王院 弘（りゅうおういん ひろし）
天才拳法家。キマイラに恐怖し、己の強さを見失う。『闇狩り師』の長編「崑崙の王」にも登場している。弘の外見年齢が若く見える原因である伯爵病や、ボックに敗北したときに受けた鬼勁については「崑崙の王」に詳しい。
フリードリッヒ・ボック
キマイラの謎を追う異相のドイツ系アメリカ人。
斑 孟（はん もう／パンモン）
台湾布農（ブヌン）族の青年。両親を殺した巫炎を狙う。
真壁 雲斎（まかべ うんさい）
玄道師。大鳳、九十九の円空拳の師。『闇狩り師』にも九十九乱蔵の仙道の師として登場している。
宇名月 典善（うなづき てんぜん）
我流武闘家。
巫炎（ふえん）
大鳳、久鬼の秘密の鍵を握る第3のキマイラ。
久鬼 玄造（くき げんぞう）
麗一の養父。典善を雇い、キマイラを捕らえようとする。
亜室 健之（あむろ たけゆき）
由魅の父。華僑組織と結託。
脇田 涼子（わきた りょうこ）
三蔵に窮地を救われ一夜を共にする。イラストレーター。
岩村 賢二（いわむら けんじ）
放浪の詩人。
猩猩（しょうじょう）
玄道師。雲斎の旧友。
九十九 乱蔵（つくも らんぞう）
三蔵の兄。猩猩と共に巫炎を捕らえる。『闇狩り師』の主人公。仙道と中国拳法の使い手。
埴輪 道灌（はにわ どうかん）
陰陽師。雲斎の旧友。
志明（しみょう）
高野山密教僧。雲斎の旧友。
吐月（とげつ）
沙門。
狂仏（にょんぱ）
外法を試みて人外に変じた者。チベット密教の外法派では70～80年に1度の周期で出現すると言われている。
李 光環（り こうかん）
伊藤勢による漫画版オリジナルキャラクター。キマイラの魅力に取りつかれ、自ら前述の狂仏に変じてしまった気功集団の教祖。

## 書籍一覧

### 小説
- 本編（文庫本）（朝日ソノラマよりソノラマ文庫として刊行。表紙、挿絵は天野喜孝）
  - 幻獣少年キマイラ（1982年7月発行）
  - キマイラ朧変 （1982年12月発行）
  - キマイラ餓狼変 （1983年1月発行）
  - キマイラ魔王変 （1984年7月発行）
  - キマイラ菩薩変 （1984年10月発行）
  - キマイラ如来変 （1985年10月発行）
  - キマイラ涅槃変 （1986年9月発行）
  - キマイラ鳳凰変 （1987年7月発行）
  - キマイラ狂仏変 （1988年12月発行）
  - キマイラ独覚変 （1989年12月発行）
  - キマイラ胎蔵変 （1991年3月発行）
  - キマイラ金剛変 （1992年3月発行）
  - キマイラ梵天変 （1994年3月発行）
  - キマイラ縁生変 （1998年3月発行）
  - キマイラ群狼変 （2000年2月発行）
  - キマイラ昇月変 （2002年3月発行)
- 本編（単行本）（文庫2冊をハードカバー1冊にして再刊行。表紙、挿絵は天野喜孝）
  - キマイラ I　 幻獣少年・朧変 （2000年11月発行）
  - キマイラ II　餓狼変・魔王変 （2001年1月発行）
  - キマイラ III　菩薩変・如来変 （2001年3月発行）
  - キマイラ IV　涅槃変・鳳凰変 （2001年5月発行）
  - キマイラ V　狂仏変・独覚変 （2001年7月発行）
  - キマイラ VI　胎蔵変・金剛変 （2001年9月発行）
  - キマイラ VII　梵天変・縁生変 （2001年11月発行）
  - キマイラ VIII　群狼変・昇月変 （2002年9月発行）
- 本編（新書判）（朝日ソノラマの廃業および朝日新聞社との吸収合併により、朝日新聞出版からソノラマノベルスとして再刊行。9巻以降は新作。表紙は寺田克也）
  - キマイラ 1 幻獣少年・朧変 （2008年6月発行）
  - キマイラ 2 餓狼変・魔王変 （2008年6月発行）
  - キマイラ 3 菩薩変・如来変 （2008年7月発行）
  - キマイラ 4 涅槃変・鳳凰変 （2008年8月発行）
  - キマイラ 5 狂仏変・独覚変 （2008年12月発行）
  - キマイラ 6 胎蔵変・金剛変 （2009年1月発行）
  - キマイラ 7 梵天変・縁生変 （2009年4月発行）
  - キマイラ 8 群狼変・昇月変 （2009年5月発行）
  - キマイラ 9 玄象変 （2010年8月発行）
  - キマイラ 10 鬼骨変 （2014年9月発行）
  - キマイラ 11 明王変 （2015年11月発行）
  - キマイラ 12 曼陀羅変（2017年1月発行）
  - キマイラ 13 堕天使変（2018年3月発行）
  - キマイラ 14 望郷変（2019年5月発行）
  - キマイラ 15 魔宮変（2020年8月発行）
  - キマイラ聖獣変(2025年5月発行)
- 本編（文庫本）（角川文庫版。昇月変までをソノラマ文庫版と同様に分冊したため、新書版とはナンバリングがズレている。表紙、挿絵は三輪士郎）
  - 幻獣少年キマイラ (2013年8月発行) ISBN 978-4041009642
  - キマイラ 2 朧変 (2013年8月発行) ISBN 978-4041009581
  - キマイラ 3 餓狼変 (2013年10月発行) ISBN 978-4041010389
  - キマイラ 4 魔王変 (2013年12月発行) ISBN 978-4041011256
  - キマイラ 5 菩薩変 (2013年12月発行) ISBN 978-4041011256
  - キマイラ 6 如来変 (2014年04月発行) ISBN 978-4041013168
  - キマイラ 7 涅槃変 (2014年06月発行) ISBN 978-4041014103
  - キマイラ 8 鳳凰変 (2014年08月発行) ISBN 978-4041014097
  - キマイラ 9 狂仏変 (2014年10月発行) ISBN 978-4041014080
  - キマイラ 10 独覚変 (2014年12月発行) ISBN 978-4041014073
  - キマイラ 11 胎蔵変 (2015年2月発行) ISBN 978-4041024812
  - キマイラ 12 金剛変 (2105年4月発行) ISBN 978-4041024805
  - キマイラ 13 梵天変 (2015年6月発行) ISBN 978-4041024799
  - キマイラ 14 縁生変 (2015年8月発行) ISBN 978-4041029954
  - キマイラ 15 群狼変 (2015年10月発行) ISBN 978-4041029978
  - キマイラ 16 昇月変 (2015年12月発行) ISBN 978-4041029961
  - キマイラ 17 玄象変 (2016年2月発行) ISBN 978-4041037997
  - キマイラ 18 鬼骨変 (2017年1月発行) ISBN 978-4041042380
  - キマイラ 19 明王変 (2018年3月発行) ISBN 978-4041062555
  - キマイラ 20 曼荼羅変 (2019年5月発行) ISBN 978-4041081938
  - キマイラ 21 堕天使変 (2020年8月発行) ISBN 978-4041096888
  - キマイラ 22 望郷変 (2021年10月発行) ISBN 978-4041118788
- 別巻
  - キマイラ青龍変（朝日ソノラマ 2006年2月発行 表紙は天野喜孝 ISBN 978-4257790549  / 朝日新聞出版2007年10月発行 朝日ソノラマ版の再刊 ISBN 978-4022138170 / ソノラマノベルス 2009年6月発行 ISBN 978-4022738479 表紙は寺田克也） 龍王院弘を主人公に据えた作品
  - 岩村賢治詩集 蒼黒いけもの （ソノラマ文庫1991年1月発行） ISBN 978-4257765431
- 天野喜孝画集 魔天（朝日ソノラマ 1984年12月）
番外編『キマイラ神話変序曲』を収録
- 半獣神（光風社出版1985年8月発行 / 角川文庫1986年10月）
『キマイラ神話変序曲』を加筆して収録

### 漫画
- 闇狩り師 キマイラ天龍変　（作画：伊藤勢）
徳間書店の「COMICリュウ」で連載。単行本全2巻。
世界観を共有している『闇狩り師』とのクロスオーバー作品であり、『闇狩り師』本編より10年前を舞台に22歳の九十九乱蔵を主人公に、キマイラの秘密、大鳳吼と久鬼麗一の出生の秘密を描く。

### カセットブック
ソノラマ文庫 カセット版 
- キマイラ吼シリーズ 幻獣少年キマイラ1（1988年11月発売）
- キマイラ吼シリーズ 幻獣少年キマイラ2（1989年5月発売）

## アニメ
2018年3月発売の「キマイラ13 堕天使変」のあとがきに、著者の夢枕から「押井守さんが、『キマイラ』を、アニメーションで映画化してくださることになりました」と告知されている。
制作会社・公開日などはまだ明らかになっていないが、1986年頃『天空の城ラピュタ』の次の作品としてスタジオジブリで原作夢枕獏、脚本宮崎駿、監督押井守、プロデューサー高畑勲で『アンカー』のアニメ化が検討されていた。